# Labidus praedator
Labidus praedator är en myrart som först beskrevs av Smith 1858.  Labidus praedator ingår i släktet Labidus och familjen myror.

## Underarter
Arten delas in i följande underarter:
- L. p. praedator
- L. p. sedulus

## Bildgalleri

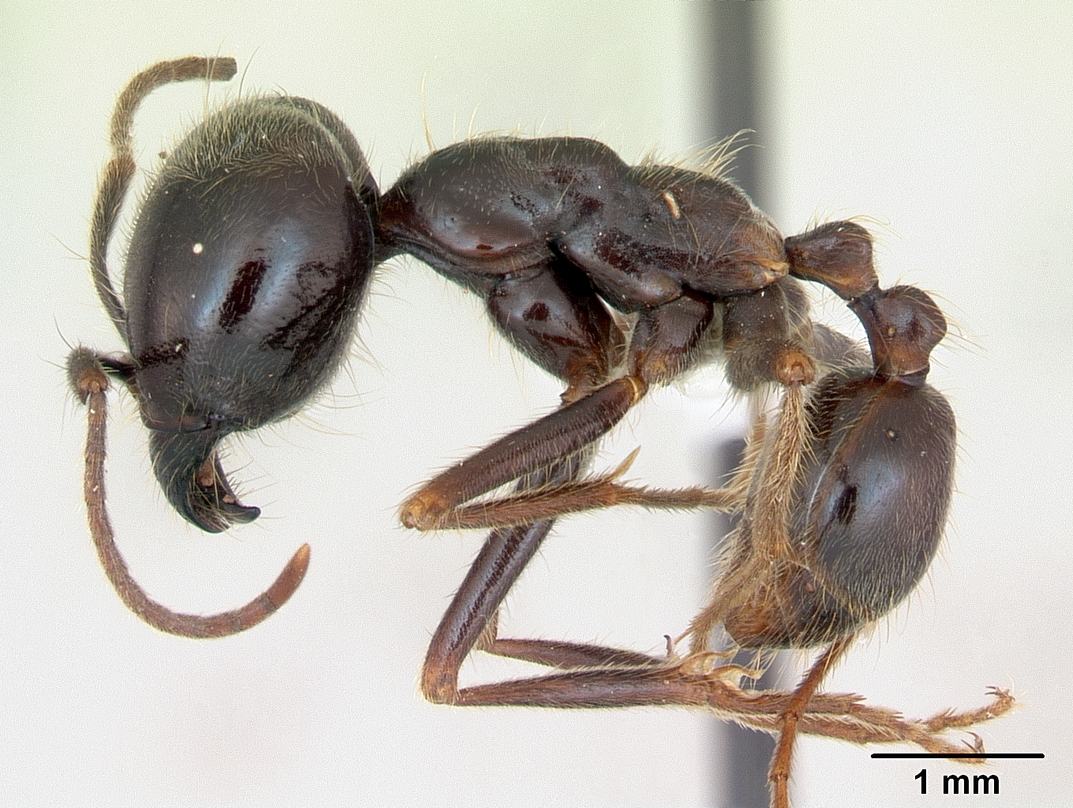